# Igor Morgoulov
Igor Vladimirovitch Morgoulov (Игорь Владимирович Mоргулов), né en 1961, est un diplomate russe, actuel vice-ministre des Affaires étrangères de la fédération de Russie, chargé des relations avec les pays d'Asie.

## Carrière
Il termine ses études en 1983 à l'institut des pays d'Asie et d'Afrique de l'université Lomonossov. Il travaille au ministère des Affaires étrangères de la fédération de Russie à partir de 1991. Il remplit plusieurs fonctions au sein de l'appareil central du ministère à l'étranger (République populaire de Chine, États-Unis, Japon). De 2006 à 2009, il est conseiller d'ambassade à l'ambassade de la fédération de Russie à Pékin. 
De 2009 à 2011, il est directeur du premier département d'Asie du ministère des Affaires étrangères. Il a été nommé vice-ministre des Affaires étrangères en décembre 2011.